# Антонио Ангелов
Антонио Иванов Ангелов е български полицай, главен комисар от МВР.

## Биография
Роден е на 23 юли 1969 г. в Лом. През 1994 г. завършва специалност „Охрана на обществения ред и борба срещу престъпността“ и „Право“ във ВИПОНД-МВР. От октомври 1994 г. започва работа в сектор „Криминална полиция“ в 6-о РПУ в София. От април 2014 г. е началник на отдел „Противодействие на криминалната престъпност“ в СДВР. От 28 април 2015 г. е директор на Главна дирекция „Гранична полиция“. Подава оставка на 15 август 2016 г. след като се разбира, че гранична полиция е сключила договор за наемане на автобус за транспортиране на незаконно преминали лица и задържани лица на обвинен в трафик на хора.
Награждаван е с почетно отличие на МВР – „За доблест и заслуга“ III степен през 2007 г, с „Почетен знак на МВР“ III степен през 2011 г. и с „Почетен знак на МВР“ II степен през 2013 г.